# 91porn
91porn（别称91视频，简称91），是一个中文与英文色情网站，建立于2008年9月，其服务器架设于美国加利福尼亚旧金山，被认为是在中国大陆最知名的色情网站之一。网站内容主要是由中国大陆用户上传的性爱录像与图片，也开设了论坛板块，其视频内容大多在十几分钟内。在2022年，每月能够吸引超过一千五百万次访问。
该网站本身在中国大陆因非法被禁止访问，中国大陆用户一般使用虚拟专用网络访问该网站。在中国大陆的技术部门进行封堵时，该网站采用不停地变换网站域名的方式躲避技术封堵，通过服务器跳转重新指向到官方网站上。
2017年12月，浙江省丽水市公安局经济开发区分局抓捕了7名91porn内容创作者，其中包括该网站知名创作者91夯先生、91秦先生、91信哥，被中国大陆官媒列入“净网2018”行动案例。
2021年6月，北京市警方打击了当地注册的68个91porn账号、删除了508部视频、抓捕内容创作者45名。

## 官方宗旨
- 此网站只适合十八岁或以上人士观看。
- 不可将内容派发、传阅、出售、出租、交给或借予年龄未满18岁的人士或将本网站内容向该人士出示、播放或放映。
- 严禁发表兽交、儿童色情、暴力血腥、变态和令人恶心的内容。
- 未满十八岁者或所在地区法律不允许成人内容者，访问之后后果自负。

## 争议
平台里大部分视频里的女方并非专业的成人色情演员，存在大量偷拍迷奸中国女孩的视频，即使有马赛克，也多是为男方头部打码。尽管91Porn在其用户条款中表示，对儿童色情、强奸、酷刑等一切非法内容实行“零容忍”，但女性维权人士表示，该网站的目的并非禁止所有色情网站，而是对拍摄女性偷拍视频的人予以警告，并引起公众对该网站的更多关注。由于该网站女性用户极少，所以被偷拍者很难得知。并且有用户定期将露脸女方的视频和照片做成合集，搬运到其他色情网站。2018年，韩国N号房事件发生后，中国女性在新浪微博上发起了公开91偷拍者名单的请愿。
该网站声称“永久免费”，但中国警方确认91porn网站里面的小视频都是短片预告，并不能免费观看。91porn按照不同等级，VIP会员的年费从三百到六百元不等，终身会员价格为500USDT。付费后，可以获得特殊的VIP标识。而除了付费，想要成为VIP，还可以通过发布原创自拍视频增加经验，原创则会给予更多加成。